# Sielusenmäki
Sielusenmäki este o arie protejată (arie specială de conservare — SAC, sit de importanță comunitară — SCI) din Finlanda întinsă pe o suprafață de 16 ha, integral pe uscat.

## Localizare
Centrul sitului Sielusenmäki este situat la coordonatele 61°37′26″N 28°04′58″E / 61.6239°N 28.0828°E.

## Înființare
Situl Sielusenmäki a fost declarat sit de importanță comunitară în august 1998 pentru a proteja 1 specie de animale. Situl a fost protejat și ca arie specială de conservare în aprilie 2015.

## Biodiversitate
Situată în ecoregiunea boreală, aria protejată conține 3 habitate naturale: Taiga vestică, Mlaștini împădurite, Izvoare fino-scandinave și mlaștini produse de izvoare bogate în minerale.
La baza desemnării sitului se află o specie protejată de  mamifere: veveriță zburătoare siberiană (Pteromys volans).
Pe lângă speciile protejate, pe teritoriul sitului au mai fost identificate 2 specii de plante, 4 specii de nevertebrate, 1 specie de pești.